# Picus
Picus – rodzaj ptaków z podrodziny dzięciołów (Picinae) w obrębie rodziny  dzięciołowatych (Picidae).

## Zasięg występowania
Rodzaj obejmuje gatunki występujące w Eurazji i północnej Afryce.

## Morfologia
Długość ciała 25–35 cm; masa ciała 57–250 g.

## Systematyka

### Etymologia
- Picus: łac. picus „dzięcioł” (w rzymskiej mitologii Pikus (łac. Picus) był królem Lacjum, który poślubił piękną nimfę i śpiewaczkę Canens i został zmieniony w dzięcioła przez złośliwą Kirke, po odtrąceniu przez niego jej amorów)[8].
- Gecinus: gr. γη gē „ziemia, grunt”; κινεω kineō „ruszać się” (por. γηινος gēinos „z ziemi”)[9]. Gatunek typowy: Picus viridis Linnaeus, 1758.
- Chrysopterus: gr. χρυσοπτερος khrusopteros „złotoskrzydły”, od χρυσος khrusos „złoto”; πτερον pteron „skrzydło”[10]. Gatunek typowy: Picus viridis Linnaeus, 1758.
- Callolophus: gr. καλλος kallos „piękno”, od καλος kalos „piękny”; λοφος lophos „czub”[11]. Gatunek typowy: Picus puniceus Horsfield, 1821.
- Cirropicus: łac. cirrus, cirri „pukiel włosów, czub, frędzle”; picus „dzięcioł”[12]. Gatunek typowy: Picus chlorolophus Vieillot, 1818.

### Podział systematyczny
Do rodzaju należą następujące gatunki:
- Picus puniceus Horsfield, 1821 – dzięcioł czerwonoskrzydły
- Picus chlorolophus Vieillot, 1818 – dzięcioł żółtoczuby
- Picus awokera Temminck, 1836 – dzięcioł japoński
- Picus canus J.F. Gmelin, 1788 – dzięcioł zielonosiwy
- Picus erythropygius (Elliot, 1865) – dzięcioł maskowy
- Picus viridis Linnaeus, 1758 – dzięcioł zielony
- Picus sharpei (H. Saunders, 1872) – dzięcioł iberyjski
- Picus vaillantii (Malherbe, 1847) – dzięcioł algierski
- Picus rabieri (Oustalet, 1898) – dzięcioł wietnamski
- Picus vittatus Vieillot, 1818 – dzięcioł żółtoszyi
- Picus viridanus Blyth, 1843 – dzięcioł tajlandzki
- Picus xanthopygaeus (J.E. Gray & G.R. Gray, 1846) – dzięcioł białobrewy
- Picus squamatus Vigors, 1831 – dzięcioł łuskobrzuchy